# Palaia
Palaia é uma comuna italiana da região da Toscana, província de Pisa, com cerca de 4.522 habitantes. Estende-se por uma área de 73 km², tendo uma densidade populacional de 62 hab/km². Faz fronteira com Capannoli, Montaione (FI), Montopoli in Val d'Arno, Peccioli, Pontedera, San Miniato.

## Demografia
| Variação demográfica do município entre 1861 e 2011                               |
|                                                                                   |
| Fonte: Istituto Nazionale di Statistica (ISTAT) - Elaboração gráfica da Wikipedia |